# Back to Black (cântec)
„Back to Black” este cel de-al treilea disc single extras de pe Back to Black (2006), cel de-al doilea album de studio al cântăreței britanice Amy Winehouse.

## Clasamente
| Clasamentul   | Cea mai înaltă poziție |
| ------------- | ---------------------- |
| Austria       | 3                      |
| Portugalia    | 4                      |
| Germania      | 8                      |
| Elveția       | 8                      |
| Regatul Unit  | 8                      |
| Spania        | 10                     |
| Irlanda       | 11                     |
| Italia        | 22                     |
| Țările de Jos | 23                     |
| Belgia        | 32                     |
| Danemarca     | 38                     |
| Franța        | 42                     |